# Effondrement du tunnel de l'Uttarakhand en 2023
L'effondrement du tunnel de l'Uttarakhand en 2023 s'est produit le 12 novembre lorsqu'une partie du tunnel Silkyara Bend-Barkot a subi des effondrements lors de son percement dans le district d'Uttarkashi de l'État de l'Uttarakhand en Inde,.
L'effondrement s'est produit vers 5 h 30 du matin (heure locale) et piège 41 travailleurs à l'intérieur du tunnel. Les opérations de secours sont immédiatement lancées et sont dirigées par la Force nationale de réponse aux catastrophes (NDRF), la Force d'État de réponse aux catastrophes (SDRF) et la police,.

## Construction
Le tunnel Silkyara Bend-Barkot de 4,5 km de long était en cours de construction entre Silkyara et Dandalgaon, par la société Navayuga Engineering Construction Limited (NECL), pour la réalisation du projet de route praticable en tout temps dans le cadre du Char Dham Highway (en), cher au Premier ministre Narendra Modi. Il a pour objectif de relier deux sanctuaires hindous d'Uttarkashi et Yamnotri et situé à l'extrémité Yamunotri de la route nationale 134, et d’améliorer les liaisons avec des régions à proximité de la frontière avec la Chine. Cette route nationale devrait relier Yamunotri à l'extrémité sud à Dharasu à l'extrémité nord. Le tunnel raccourcira le parcours d'environ 20 kilomètres,. Il est prévu qu'il mesure 4,5 kilomètres de long.

## Effondrement
Le 12 novembre 2023, vers 5h30, une section du tunnel de Silkyara en construction sur la route nationale de Yamunotri dans l'Uttarakhand s'est effondrée. L'effondrement s'est produit à environ 200 mètres de l'entrée du tunnel, piégeant 41 ouvriers du bâtiment à l'intérieur. Une équipe de géologues du gouvernement de l'État et des établissements d'enseignement a été envoyée sur les lieux afin de déterminer la cause possible de l'incident.

## Efforts de sauvetage
Deux tunneliers ont été déployés lors des opérations de sauvetage, le second (acheminé par avion en trois parties) après que l'avancement du premier n'a pas été suffisamment rapide.
Le forage des débris dans le tunnel a été interrompu le 17 novembre après avoir entendu des craquements. Des tunnels d'accès alternatifs ont été construits parallèlement et à côté du tunnel principal existant. Une autre approche, en préparation, consisterait à forer à partir de la surface du terrain au-dessus du tunnel.
Le 21 novembre, il a été signalé que la communication avec les travailleurs coincés (et leur ravitaillement) à l'aide d'un tuyau plus large avait été établie. Les tuyaux avaient été utilisés pour fournir aux hommes des fruits secs et d'autres aliments, de l'oxygène et d'autres produits essentiels, ainsi qu'une petite caméra flexible pour filmer et communiquer avec les hommes. À ce stade, outre le forage des décombres du tunnel, des efforts ont été déployés pour forer trois puits verticaux, de 89 mètres, pour extraire les ouvriers par le sommet. Cependant, cette méthode risque d'entraîner des éboulements, et une troisième solution est envisagée en forant un passage depuis l'autre extrémité du tunnel, en excavant sur 450 mètres la roche encore intacte.
L'équipe de secours a contacté l'équipe qui a libéré les étudiants de la grotte de Tham Luang en Thaïlande en 2018.
Le 28 novembre, les mineurs de l'équipe de secours, travaillant manuellement, ont percé la longueur restante des débris et poussé un tuyau vers les travailleurs piégés. L'équipe de secours a évacué les travailleurs un par un sur des civières, tout au long de la journée, dans un processus qui devait durer plusieurs heures. Le gouvernement de l'Uttarakhand a confirmé que les 41 travailleurs avaient été secourus avec succès.

## Enquête
Le gouvernement de l'Uttarakhand a formé un comité d'experts composé de six membres pour enquêter sur la cause de l'effondrement de la section du tunnel. Le comité, dirigé par le directeur du Centre d'atténuation et de gestion des glissements de terrain de l'Uttarakhand, examinera les raisons de l'effondrement du tunnel de Silkyara.
Des experts nommés par la Cour suprême de l'Inde avaient alerté sur les risques liés au creusement de tunnels lors d'une enquête menée en 2020, questionnant l'impact de projets de tunnels en cours dans les États himalayens. Des scientifiques suggèrent que l'effondrement du tunnel de l'Uttarakhand en 2023 pourrait être dû à une compréhension géologique insuffisante ou au non-respect des réglementations.
Quand le projet de route a été approuvé en 2021, le tribunal a demandé au gouvernement de tenir compte des préoccupations du comité d'experts et d'envisager une stratégie pour protéger l'environnement. Le chef du comité a démissionné en 2022 car ses recommandations n'avaient pas été prises en compte.